# Malia
Malia là một chi chim trong họ Timaliidae.

## Các loài
Chi này chỉ có một loài Malia grata, gồm các phân loài:
- M. g. recondita Meyer A. B. & Wiglesworth, 1894: bắc Sulawesi.
- M. g. stresemanni Meise, 1931: trung và đông nam Sulawesi.
- M. g. grata Schlegel, 1880: tây nam Sulawesi.